# Саукари (провинция)
Саукари (исп. Provincia de Saucarí, кечуа Sawkari pruwinsya, айм. Sawkari jisk'a suyu) — одна из 16 провинций боливийского департамента Оруро. Площадь составляет 2986 км². Население по данным на 2001 год — 7763 человек. Плотность населения — 2,6 чел/км². Столица — город Толедо.

## География
Расположена на востоке центральной части департамента. Территория провинции протянулась на 115 км с севера на юг и на 40 км с запада на восток. Граничит с провинциями: Серкадо (на севере и на востоке), Нор-Карангас (на северо-западе), Карангас (на западе), Суд-Карангас (на юго-западе) и Поопо (на юго-востоке).

## Население
Большая часть населения (около 83 %) говорит на языке аймара, распространены также испанский кечуа. Католики составляют 83 % населения провинции, протестанты — 14 %. 72,5 % населения заняты в сельском хозяйстве. По данным переписи 1992 года население Саукари составляло 5569 человек.